# Hypogastrura yosii
Hypogastrura yosii är en urinsektsart som beskrevs av Stach 1964. Hypogastrura yosii ingår i släktet Hypogastrura och familjen Hypogastruridae. Inga underarter finns listade i Catalogue of Life.